# 1983 au Vatican
Chronologie du Vatican
- 1979
- 1980
- 1981
- 1982
- 1983
- 1984
- 1985
- 1986
- 1987

Cette page concerne les évènements survenus en 1983 au Vatican  :

## Évènement
- 1er janvier : Jean-Paul II déclare que cette année serait une année sainte extraordinaire pour marquer le 1950e anniversaire de la mort et de la résurrection de Jésus-Christ en l'an 33.
- 19 janvier : Le nouveau code catholique étend les droits des femmes dans l'Église.
- 3 février : Décès du cardinal Antonio Samorè, représentant du Vatican et archiviste. En 1978, il a servi de médiateur dans le conflit du Beagle, un différend frontalier entre l'Argentine et le Chili.
- 7 mai : Disparition de Mirella Gregori à Rome. « La mère, pendant une visite du pape Jean-Paul II à l'Église San Giuseppe dei Falegnami, le 15 décembre 1985, reconnait un homme de la Gendarmerie du Vatican, Raoul Bonarelli. »
- 22 juin : Disparition d'Emanuela Orlandi, citoyenne de la Cité du Vatican.
- 22 octobre : Création de la  chaîne de télévision publique du Saint-Siège Vatican Media.
- 27 décembre : Jean-Paul II pardonne Mehmet Ali Ağca, auteur d'une tentative d'assassinat sur sa personne en 1981.
- Le code du Vatican pour annuler les mariages est révisé sous le canon 1095. Il permet l'annulation s'il peut être prouvé au-delà de tout doute raisonnable qu'au moment de leur mariage, l'un ou les deux époux souffraient d'un "grave manque de jugement discrétionnaire" concernant leurs obligations matrimoniales.
- Le Vatican supprime le rôle de l'avocat du diable (promoteur de la foi), qui argumentait contre une éventuelle sainteté, le remplaçant par celui de promoteur de Justice.